# Rijnmond Volleybal
Rijnmond Volleybal was een volleybalvereniging in Schiedam, die is ontstaan uit de volleybalverenigingen VV Schiedam en VV Vlaardingen. In 1987 werd besloten tot de fusie, die in 1988 notarieel werd bekrachtigd. Drie teams van de vereniging komen uit op landelijk niveau en zijn ondergebracht in een aparte stichting.